# Caprimulgus rufigena
Caprimulgus rufigena е вид птица от семейство Caprimulgidae.

## Разпространение
Видът е разпространен в Ангола, Ботсвана, Замбия, Зимбабве, Камерун, Демократична република Конго, Мозамбик, Намибия, Нигерия и Южна Африка.